# Intercambio de redes neuronales abiertas
El Intercambio de Redes Neuronales Abierto (ONNX, acrónimo en inglés para Open Neural Network Exchange) es un ecosistema de inteligencia artificial de código abierto. ONNX está disponible en GitHub.

## Historia
En septiembre de 2017, Facebook y Microsoft introdujeron un sistema para cambiar entre diferentes marcos de trabajo de aprendizaje automático, como PyTorch y Caffe2. Más tarde, IBM, Huawei, Intel, AMD, ARM y Qualcomm anunciaron su apoyo a la iniciativa.
En octubre de 2017, Microsoft anunció que añadiría, a la iniciativa, su Kit de Herramientas Cognitivas y la plataforma Proyecto Brainwave. En noviembre de 2019, ONNX fue aceptado como un proyecto de posgrado en la Linux Foundation AI.

## Propósito
Los objetivos de la iniciativa son:

### Interoperabilidad del marco de trabajo
Permite a los desarrolladores cambiar más fácilmente entre marcos de trabajo, algunos de los cuales pueden ser más recomendables para fases concretas del proceso de desarrollo, como la formación rápida, la flexibilidad de la arquitectura de la red o la inferencia en dispositivos móviles.

### Optimización compartida
Permite a los vendedores de hardware (y a otros interesados) la mejora inmediata del rendimiento de redes neuronales artificiales de múltiples marcos de trabajo, simplemente por usar la representación ONNX.

## Otras asociaciones
Microsoft y Facebook son parte de la Partnership on AI, junto con Apple, Amazon, Google e IBM, que trabaja para aumentar el impulso y la concienciación pública de las investigaciones.